# Giải bóng đá vô địch quốc gia Macedonia
Giải bóng đá vô địch quốc gia Bắc Macedonia (tiếng Macedonia: Прва македонска фудбалска лига), còn được gọi là 1. MFL, Prva Liga, là giải đấu bóng đá chuyên nghiệp cao nhất ở Bắc Macedonia, và đã hoạt động kể từ mùa giải 1992–93. Giải đấu do Liên đoàn bóng đá Macedonia tổ chức .

## Danh sách các đội vô địch

### Từ 1992
| Mùa giải  | Vô địch             | Á quân              | Hạng ba             | Vua phá lưới (đội) (bàn)                                            |
| --------- | ------------------- | ------------------- | ------------------- | ------------------------------------------------------------------- |
| 1992–93   | Vardar              | Sileks              | Balkan              | Saša Ćirić (Vardar) (36)                                            |
| 1993–94   | Vardar              | Sileks              | Balkan              | Zoran Boshkovski (Sileks) (21)                                      |
| 1994–95   | Vardar              | Sileks              | Sloga Jugomagnat    | Saša Ćirić (Vardar) (35)                                            |
| 1995–96   | Sileks              | Sloga Jugomagnat    | Vardar              | Zoran Boshkovski (Sileks) (20)                                      |
| 1996–97   | Sileks              | Pobeda              | Sloga Jugomagnat    | Vancho Micevski (Sileks) (16) Miroslav Gjokić (Sileks) (16)         |
| 1997–98   | Sileks              | Sloga Jugomagnat    | Makedonija G.P.     | Vancho Atanasov (Belasica) (12)                                     |
| 1998–99   | Sloga Jugomagnat    | Sileks              | Pobeda              | Rogério Oliveira (Pobeda) (22)                                      |
| 1999–2000 | Sloga Jugomagnat    | Pobeda              | Rabotnichki Kometal | Argjend Beqiri (Sloga Jugomagnet) (19)                              |
| 2000–01   | Sloga Jugomagnat    | Vardar              | Pobeda              | Argjend Beqiri (Sloga Jugomagnet) (27)                              |
| 2001–02   | Vardar              | Belasica            | Cementarnica 55     | Miroslav Gjokić (Pobeda) (22)                                       |
| 2002–03   | Vardar              | Belasica            | Pobeda              | Ljubiša Savić (Bregalnica Delčevo/ Sloga Jugomagnat) (25)           |
| 2003–04   | Pobeda              | Sileks              | Vardar              | Dragan Dimitrovski (Pobeda) (25)                                    |
| 2004–05   | Rabotnichki Kometal | Vardar              | Pobeda              | Aleksandar Stojanovski (Belasica) (26) Stevica Ristić (Sileks) (26) |
| 2005–06   | Rabotnichki Kometal | Makedonija G.P.     | Vardar              | Stevica Ristić (Sileks) (27)                                        |
| 2006–07   | Pobeda              | Rabotnichki Kometal | Makedonija G.P.     | Boban Janchevski (Bashkimi/ Renova) (26)                            |
| 2007–08   | Rabotnichki Kometal | Milano              | Pelister            | Ivica Gligorovski (Milano) (15)                                     |
| 2008–09   | Makedonija G.P.     | Milano              | Renova              | Ivica Gligorovski (Milano) (14)                                     |
| 2009–10   | Renova              | Rabotnichki         | Metalurg            | Bobi Bozhinovski (Rabotnički) (15)                                  |
| 2010–11   | Shkëndija           | Metalurg            | Renova              | Hristijan Kirovski (Skopje) (20)                                    |
| 2011–12   | Vardar              | Metalurg            | Shkëndija           | Filip Ivanovski (Vardar) (24)                                       |
| 2012–13   | Vardar              | Metalurg            | Horizont Turnovo    | Jovan Kostovski (Vardar) (22)                                       |
| 2013–14   | Rabotnichki         | Horizont Turnovo    | Metalurg            | Dejan Blazhevski (Horizont Turnovo) (19)                            |
| 2014–15   | Vardar              | Rabotnichki         | Shkëndija           | Izair Emini (Renova) (20)                                           |
| 2015–16   | Vardar              | Shkëndija           | Sileks              | Besart Ibraimi (Shkëndija) (26)                                     |
| 2016–17   | Vardar              | Shkëndija           | Rabotnichki         | Besart Ibraimi (Shkëndija) (20)                                     |
| 2017–18   | Shkëndija           | Vardar              | Rabotnichki         | Ferhan Hasani (Shkëndija) (22) Besart Ibraimi (Shkëndija) (22)      |
| 2018–19   | Shkëndija           | Vardar              | Akademija Pandev    | Vlatko Stojanovski (Renova) (18)                                    |
| 2019–20   | Vardar              | Sileks              | Shkëndija           | Daniel Avramovski (Vardar) (10)                                     |
| 2020–21   | Shkëndija           | Shkupi              | Struga              | Besart Ibraimi (Shkëndija) (24)                                     |
| 2021–22   | Shkupi              | Akademija Pandev    | Shkëndija           | Sunday Adetunji (Shkupi) (20)                                       |
| 2022–23   | Struga              | Shkupi              | Shkëndija           | Besart Ibraimi (Struga) (19)                                        |
| 2023–24   | Struga              | Shkëndija           | Shkupi              | Aleksa Marušić (Voska Sport) (17)                                   |
| 2024–25   | Shkëndija           | Sileks              | Rabotnichki         | Marko Gjorgjievski (Sileks) (15) Besart Ibraimi (Shkëndija) (15)    |

## Thống kê
Các danh hiệu mà các câu lạc bộ giành được kể từ khi giành độc lập được thể hiện trong bảng sau:
| Đội                      | Vô địch | Á quân | Năm vô địch                                                                                       |
| ------------------------ | ------- | ------ | ------------------------------------------------------------------------------------------------- |
| Vardar Skopje            | 11      | 2      | 1992–93, 1993–94, 1994–95, 2001–02, 2002–03, 2011–12, 2012–13, 2014–15, 2015–16, 2016–17, 2019-20 |
| Shkendija                | 5       | 3      | 2010–11, 2017–18, 2018–19, 2020–21, 2024–25                                                       |
| Rabotnički Skopje        | 4       | 3      | 2004–05, 2005–06, 2007–08, 2013–14                                                                |
| Sileks Kratovo           | 3       | 6      | 1995–96, 1996–97, 1997–98                                                                         |
| FK Sloga Jugomagnat      | 3       | 4      | 1998–99, 1999–2000, 2000–01                                                                       |
| Pobeda Prilep            | 2       | 2      | 2003–04, 2006–07                                                                                  |
| Struga                   | 2       | 0      | 2022–23, 2023–24                                                                                  |
| Makedonija Gjorce Petrov | 1       | 1      | 2008–09                                                                                           |
| Renova Djepchishte       | 1       | 0      | 2009–10                                                                                           |
| KF Shkupi                | 1       | 0      | 2021–22                                                                                           |
| Metalurg Skopje          | -       | 3      |                                                                                                   |
| Milano Kumanovo          | -       | 2      |                                                                                                   |
| Belasica Strumica        | -       | 2      |                                                                                                   |